# Liuxiang (socken i Kina, Guangxi)
Liuxiang (kinesiska: 六巷乡, 六巷) är en socken i Kina. Den ligger i den autonoma regionen Guangxi, i den södra delen av landet, omkring 220 kilometer nordost om regionhuvudstaden Nanning. Antalet invånare är 4120. Befolkningen består av 1 887 kvinnor och 2 233 män. Barn under 15 år utgör 20,0 %, vuxna 15-64 år 66 %, och äldre över 65 år 12,0 %.
Genomsnittlig årsnederbörd är 2 211 millimeter. Den regnigaste månaden är juni, med i genomsnitt 384 mm nederbörd, och den torraste är oktober, med 37 mm nederbörd.